# Atropha quadriannulata
Atropha quadriannulata är en stekelart som beskrevs av Joseph Kriechbaumer 1894. Atropha quadriannulata ingår i släktet Atropha och familjen brokparasitsteklar. Inga underarter finns listade.